# Магічне Циркове Шоу 2011
Магічне Циркове Шоу 2011 — другий конкурс циркових мистецтв серед дітей віком від 9 до 14 років, який організовує Європейська Мовна Спілка та національна телерадіокомпанія Швейцарії RTS. Конкурс був записаний 26 листопада 2011 року в Різдвяному Цирку в швейцарській Женеві, і в ньому брало участь 7 країн. Вперше в історії участь у конкурсі бере Україна. Конкурс буде показаний в запису в 7 країнах-учасницях конкурсу а також в країнах що купили права на показ, в період новорічних та різдвяних свят. Переможець конкурсу не визначається, тому що проєкт “Магічне Циркове Шоу” не є конкурсом, це лише просто шоу і воно не транслюється в прямому ефірі а записується заздалегідь і показується в країнах, що отримали права на показ від ЄМС.

## Учасники
Національні відбори в країнах-учасницях конкурсу відбулися в травні 2011 року.
| №  | Країна               | Мовник   | Учасник                            | Профіль учасника |
| -- | -------------------- | -------- | ---------------------------------- | --- |
| 01 | Швейцарія (господар) | RTS      | «L'air Libre Junior»               | Профіль учасника Ambre Aaricia Senn Профіль учасника Tiffanie Ansermot[недоступне посилання з липня 2019] |
| 02 | Бельгія              | VRT      | Andreas De Ryck                    | Профіль учасника |
| 03 | Україна              | НТКУ     | «Різома»                           | Профіль учасника Андрій Андрійчук[недоступне посилання з липня 2019] Профіль учасника Анна Ястремська[недоступне посилання з липня 2019] Профіль учасника Дарина Ординська[недоступне посилання з липня 2019] Профіль учасника Катерина Дзюбенко Профіль учасника Катерина Печковська Профіль учасника Ліана Лаблюк Профіль учасника Оксана Захарчук Профіль учасника Тетяна Оліфіренко Профіль учасника Юлія Мельник |
| 04 | Україна              | НТКУ     | Анджела Карчевська                 | Профіль учасника[недоступне посилання з липня 2019] |
| 05 | Франція              | France 3 | «Pop Circus»                       | Профіль учасника Bastien Desprats Профіль учасника Marius Fouilland Профіль учасника Matthis Профіль учасника Raphael Moulas Профіль учасника Victor Jouve |
| 06 | Франція              | France 3 | «Centre Perfect. Amiens»           | Профіль учасника Camille[недоступне посилання з липня 2019] Профіль учасника Celien Профіль учасника Lena Cardinot[недоступне посилання з липня 2019] |
| 07 | Португалія           | RTP      | Carolina Monteiro                  | Профіль учасника |
| 08 | Португалія           | RTP      | Catarina Castro                    | Профіль учасника |
| 09 | Росія                | RTR      | «Надежда»                          | Профіль учасника Дарина Александрова[недоступне посилання з липня 2019] Профіль учасника Дарина Дьярова[недоступне посилання з липня 2019] Профіль учасника Ельміра Кабірова Профіль учасника Єсенья Крилова Профіль учасника Нікіта Чайніков Профіль учасника Рузана Шаєхметова[недоступне посилання з липня 2019] Профіль учасника Таїсія Братчікова Профіль учасника Ульяна Золотарьова                            |
| 10 | Швейцарія (господар) | RTS      | «Théâtre Cirqule»                  | Профіль учасника Ella Beerli Профіль учасника Sevane Gurunlian[недоступне посилання з липня 2019] |
| 11 | Швейцарія (господар) | RTS      | Emilie Chaignat та Mano Vos        | Профіль учасника Emilie Chaignat[недоступне посилання з липня 2019] Профіль учасника Mano Vos |
| 12 | Нідерланди           | TROS     | «Acrobatico»                       | Профіль учасника Emma Van Zanten[недоступне посилання з липня 2019] Профіль учасника Hannah Van Houten Профіль учасника Janine Pol Профіль учасника Jonne Schreuder Профіль учасника Lieke De Zwart Профіль учасника Rosalie Moerkerk Профіль учасника Timur Buldac |
| 13 | Бельгія              | VRT      | «Ell Circo d'ell Fuego»            | Профіль учасника Gijs Jespers[недоступне посилання з липня 2019] Профіль учасника Jonas Lemineur[недоступне посилання з липня 2019] Профіль учасника Kasper Galle[недоступне посилання з липня 2019] Профіль учасника Niels Mertens Профіль учасника Stan Smets Профіль учасника Stijn Clinckemaillier Профіль учасника Zeno Morel                                                                                    |
| 14 | Україна              | НТКУ     | Євген Гавриленко та Катерина Рудик | Профіль учасника Катерина Рудик[недоступне посилання з липня 2019] Профіль учасника Євген Гавриленко |
| 15 | Франція              | France 3 | Leo                                | Профіль учасника[недоступне посилання з липня 2019] |
| 16 | Нідерланди           | TROS     | Llayda Buldac та Niek Takens       | Профіль учасника Llayda Buldac[недоступне посилання з липня 2019] Профіль учасника Niek Takens |
| 17 | Португалія           | RTP      | Melissa Gomez                      | Профіль учасника[недоступне посилання з липня 2019] |
| 18 | Росія                | RTR      | Олег Чмутов                        | Профіль учасника |
| 19 | Португалія           | RTP      | Ruben Costa                        | Профіль учасника |
| 20 | Росія                | RTR      | Сергій Ігнатьєв                    | Профіль учасника |

## Показ
Право на показ проєкту було надано 7 телекомпаніям-учасницям а також телекомпаніям які купили права на показ, а саме: БТРК (Білорусь), RAI (Італія), RTVSLO (Словенія), TV5 Canada та TV5 World (Бельгія, Канада, Франція, Швейцарія). 28 листопада 2011 року Європейська Мовна Спілка оголосила дати та час показу конкурсу в країнах-учасницях.
| Телекомпанії-учасниці конкурсу         | Телекомпанії-учасниці конкурсу | Телекомпанії-учасниці конкурсу                          |
| -------------------------------------- | ------------------------------ | ------------------------------------------------------- |
| Країна                                 | Мовник                         | Дата та час показу                                      |
| Бельгія                                | VRT                            | 24 грудня 2011 о 19:30 (Повтор 25 грудня 2011 о 16:00). |
| Нідерланди                             | TROS                           | 25 грудня 2011 о 17:35.                                 |
| Португалія                             | RTP                            | 25 грудня 2011 о 12:00.                                 |
| Росія                                  | RTR                            | 8 січня 2012 о 12:25.                                   |
| Україна                                | НТКУ                           | 1 січня 2012 о 12:00 (Повтор 8 лютого 2012 о 19:00).    |
| Франція                                | France 3                       | 31 грудня 2011 о 12:00.                                 |
| Швейцарія                              | RTS                            | 25 грудня 2011 о 16:00.                                 |
| Телекомпанії, що купили права на показ |                                |                                                         |
| Країна                                 | Мовник                         | Дата та час показу                                      |
| Білорусь                               | БТРК                           | невідомо                                                |
| Італія                                 | RAI                            | невідомо                                                |
| Словенія                               | RTVSLO                         | невідомо                                                |
| Бельгія, Канада, Франція, Швейцарія    | TV5 Canada                     | невідомо                                                |
| Бельгія, Канада, Франція, Швейцарія    | TV5 World                      | невідомо                                                |